# Liste de maisons d'édition pour la littérature d'enfance et de jeunesse
Une maison d'édition de littérature d'enfance et de jeunesse est spécialisée dans ce domaine. Elle peut être indépendante ou être la filiale d'un groupe éditorial. La liste ci-dessous reprend les principales maison d’éditions francophones. 

## De A à Z

### A
- Actes Sud jeunesse
- L'Agapante & Cie (théâtre)
- Albin Michel jeunesse
- Alice Jeunesse
- Alzabane éditions
- Arrosoir (éditions de l')
- Au vent des îles (Au vent des îles, basée à Tahiti, a pour ligne éditoriale la parution d’auteurs polynésiens ou de livres ayant pour sujet l’Océanie.)
- Auzou
- Averbode Éditions

### B
- Bakame
- Balivernes
- Éditions Le Baron perché
- Bayard, également éditeur de magazines « belles histoires de pomme d'api », « chair de poule » roman, « je bouquine », « j'aime lire »
- Belin jeunesse
- Benjamins média (livre audio)
- Bilboquet
- Bonhomme vert (éditions du) théâtre illustré
- Bordas coll. bibliothèque des benjamins, grindelire
- Bourrelier (1931-1963)
- Bréal jeunesse

### C
- Caïman (les éditions du)
- Casterman
- Chandeigne (bilingue portugais et brésilien)
- Coop Breizh
- Chocolat jeunesse
- Circonflexe
- Corentin (Les collections des éditions Corentin présentent une sélection des grands classiques du patrimoine de la littérature)
- Corps Puce, écrits de jeunes et poésie.
- Courte échelle

### D
- Dadoclem
- Dargaud (filiale Media Participation)
- Desclée de Brouwer
- Deux coqs d'or
- Didier Jeunesse
- Au Diable Vauvert
- Dyozol

### E
- L'École des loisirs
- Éditions 26/22
- Éditions Éveil et Découvertes
- Éditions l'Édune
- Éditions théâtrales
- Éditions des Éléphants
- Élan vert
- Elgédé
- Elitchka
- ELKA Éditions
- Elor jeunesse (éditions chrétiennes)
- Étagère du bas
- EVALOU est une maison d'édition jeunesse spécialisée dans la publication d'albums pour enfants de 5 à 10 ans.

### F
- Faton (revue d'art et d'archéologie pour enfant)
- Flammarion jeunesse
- Fleur de Ville
- Fleurus éditions
- Flies France (contes du monde)
- Éditions Fonfon
- Frimousse

### G
- Gallimard Jeunesse
- Gautier-Languereau (filiale Hachette)
- Glénat
- Grandir
- Grasset Jeunesse (filiale Hachette)
- Gründ (filiale Editis)
- Gulf Stream Editeur

### H
- Hachette jeunesse
- Hatier (filiale Hachette)
- Hélium (filiale Actes Sud)

### I
- Ibis Rouge Éditions
- In Octavo
- Les Intouchables
- Intervista

### J
- Jasmin (les éditions du)
- La Joie de lire

### K
- Kaléidoscope (Éditions) (filiale École des Loisirs)
- Kana Éditions (Manga) (filiale Media Participation)
- Kanjil
- Kilowatt
- Kimane Éditions

### L
- L'Agrume
- La maison est en carton
- La Palissade
- De La Martinière jeunesse
- Larousse
- L'atelier du poisson soluble
- Little Urban
- Le diplodocus
- Le passage secret
- Le Sablier Éditions
- Limonade (Suisse)
- Lito
- Lirabelle (éditions)
- Locus Solus (éditions)

### M
- Magnard
- Maison Georges
- Mango (filiale Media Participation)
- Marmaille & Compagnie
- Marcel & Joachim
- Mazeto Square (collection Mauvaises graines)
- Micmac
- Mijade
- Mila Éditions
- Milan Presse
- Millepages
- Milathea
- Millefeuille
- MeMo (éditions)
- Moka éditions
- Motus
- Mouck

### N
- Nathan

### O
- Océan édition

### P
- Palette
- Père Castor
- Père Fouettard
- Petit Roland
- Philomèle jeunesse
- Pierre Tisseyre (Québec)
- Plume de carotte
- Pocket Junior (filiale Editis)
- Point de suspension
- Pont du vent
- Picquier jeunesse
- Psyché éditions

### R
- Rageot (filiale Hachette)
- Rue des Enfants
- Rue du monde
- Éditions du Rouergue (filiale Actes Sud)
- Éditions du Ricochet
- Rouge Safran

### S
- Samir Éditeur
- Sarbacane (filiale Gallimard)
- Sedrap (Éditions Averbode)
- Seuil jeunesse (filiale Média participations)
- Six Citrons acides[2]
- Sourire qui mord (Maison d’édition créée en 1976, fermée en 1996)
- Souris qui raconte (La)
- Syros (filiale Editis)

### T
- Talents hauts
- Tartamudo Éditions
- Tertium éditions
- Thierry Magnier (filiale Actes Sud)
- Tourbillon
- Trois chardons (livre audio)
- Typlume & graphine

### U
- Utopique[3]

### V
- Vedrana Éditions
- Vents d'Ailleurs
- Vents d'Ouest
- Volpilière

### Y
- Yomad (Maroc)

### Z
- zébulo édition (France / La Réunion)
- Zoom éditions